# San Cristóbal de Cuéllar (kommun)
San Cristóbal de Cuéllar är en kommun i Spanien.   Den ligger i provinsen Provincia de Segovia och regionen Kastilien och Leon, i den centrala delen av landet, 130 km nordväst om huvudstaden Madrid. Antalet invånare är 187.